# Delia pallipennis
Delia pallipennis är en tvåvingeart som först beskrevs av Zetterstedt 1838.  Delia pallipennis ingår i släktet Delia och familjen blomsterflugor. Arten är reproducerande i Sverige. Inga underarter finns listade i Catalogue of Life.